# Cap Ferrat

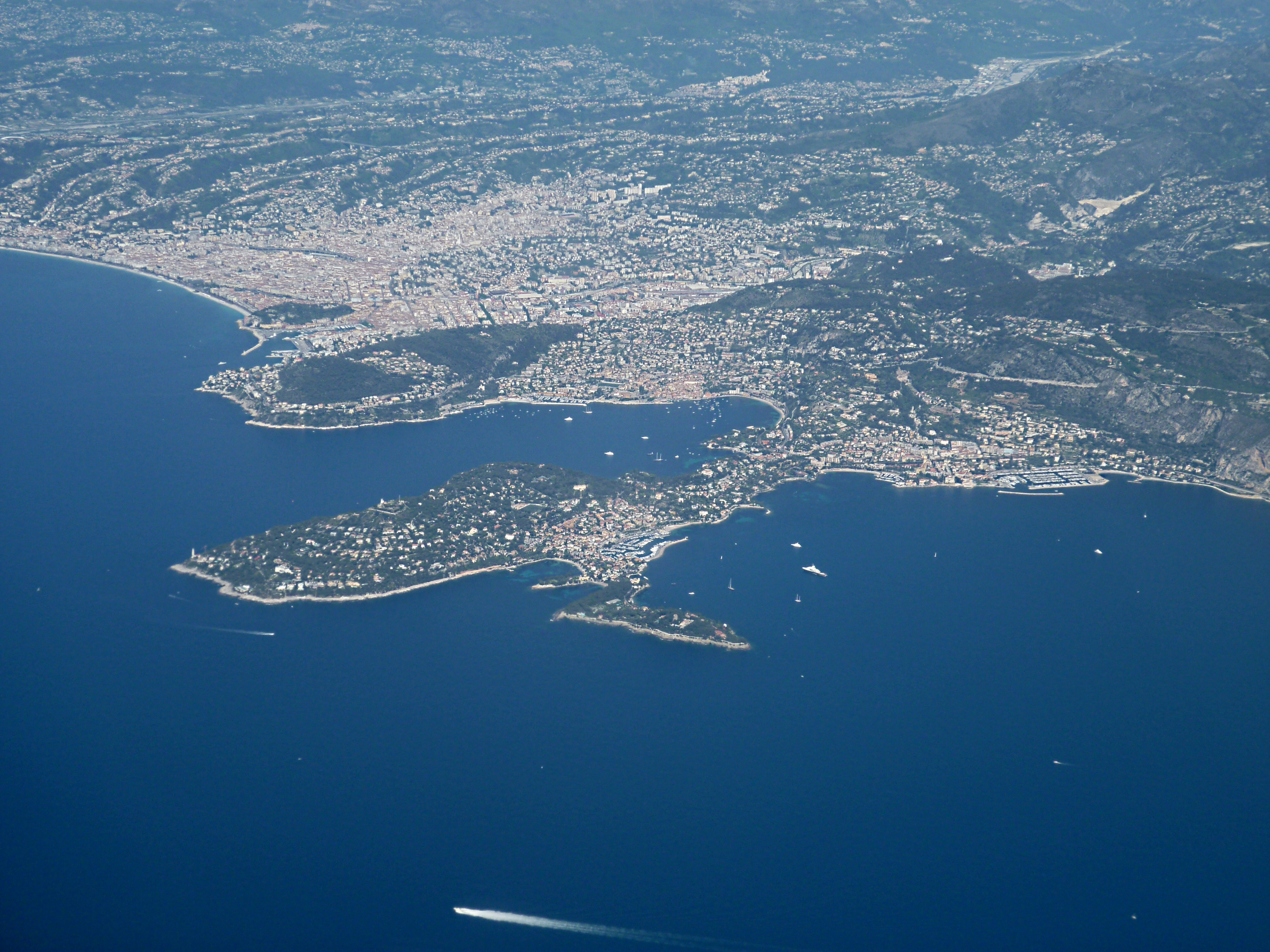
Cap Ferrat - widok z powietrza

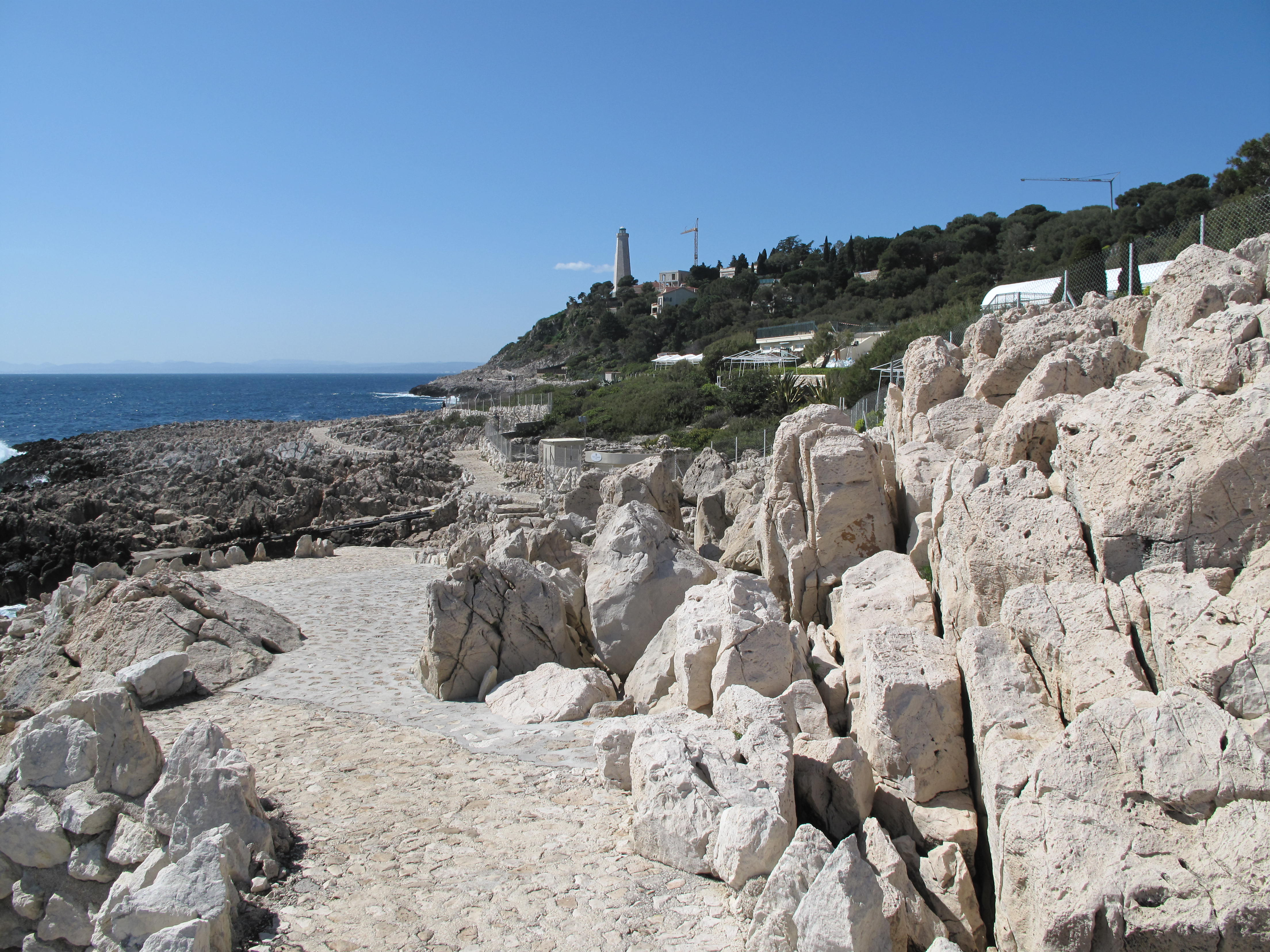
Fragment ścieżki turystycznej wzdłuż wybrzeża, w tle latarnia morska

Cap Ferrat – półwysep na śródziemnomorskim wybrzeżu Francji (na Lazurowym Wybrzeżu). Pierwotnie mało przyjazny dla potencjalnych osadników, porośnięty był rzadkim lasem i niską roślinnością naskalną, skąd pochodzi jego nazwa (łac. ferus = dziki, nieuprawiany)

## Położenie
Leży w departamencie Alpes-Maritimes, między Monako na wschodzie a Niceą na zachodzie. Ma kształt niewielkiej łopaty, połączonej z lądem wąskim przesmykiem. W kierunku wschodnim wybiega z niej mniejszy, wydłużony półwysep, zwany la pointe Saint-Hospice. Cały półwysep ma powierzchnię ok. 2,5 km².
Cap Ferrat rozdziela miejscowości Beaulieu-sur-Mer i Villefranche-sur-Mer. Prawie całość jego powierzchni należy do miasta Saint-Jean-Cap-Ferrat. Po zachodniej stronie półwyspu rozciąga się głęboka zatoka, zwana Rade de Villefranche.

## Przyroda
Półwysep zachował jeszcze w niektórych miejscach pierwotne zbiorowiska roślinne z sosną alepską oraz kowniatkiem morskim (Crithmum maritimum) i przelotem (Anthyllis barba-jovis) w szczelinach wapiennych skał.

## Zagospodarowanie
Cap Ferrat nazywany jest często przez Francuzów „Półwyspem miliarderów” (fr. la presqu’île des milliardaires) z powodu znajdujących się na nim kilkudziesięciu superluksusowych rezydencji wakacyjnych czołowych postaci biznesu, mediów i bogatych celebrytów. Francuskie Prawo Brzegowe (fr. la Loi Littoral) z trudnością chroni cały półwysep przed samowolą budowlaną i deprecjacją jego walorów naturalnych.
Na południowym cyplu półwyspu znajduje się latarnia morska, zbudowana jeszcze w okresie panowania tu Królestwa Sardynii w 1827 r. Zniszczona w 1944 r., została odbudowana w 1951. Ponadto została ona uzupełniona obserwacyjnym posterunkiem morskim, postulowanym jeszcze w 1862 r. przez Napoleona III (fr. le sémaphore – ponieważ pierwotnie posterunki te posiadały mechaniczne semafory używane do komunikacji z jednostkami pływającymi). Francuska Marynarka Wojenna wykorzystuje go do nadzorowania ruchu statków. Pełni on również funkcję dostrzegalni w systemie ochrony lasów przed pożarami.

## Turystyka
Cały półwysep obiega dobrze utrzymana ścieżka turystyczna długości 11 km, zwana le sentier du littoral, prowadząca od plaży Passable po stronie zatoki Rade de Villefranche aż do niewielkiego portu miasteczka Saint-Jean-Cap-Ferrat.